# 福建省司法厅
福建省司法厅是中华人民共和国福建省人民政府负责司法行政工作的组成部门。

## 组织机构

### 内设机构
1. 办公室（监狱劳教工作处）
2. 法制宣传处
3. 律师管理处
4. 公证管理处
5. 社区矫正和安置帮教工作处
6. 基层工作处
7. 法规和司法鉴定处
8. 计财审计装备处
9. 人事处
10. 培训与警务督察处
11. 机关党委
12. 离退休干部工作处
13. 纪委
14. 政治部

- - 人事处
  - 培训与警务督察处
  - 离退休干部工作处[2]

### 直属单位
- 福建省监狱管理局
- 厅戒毒管理局 & 厅劳动教养管理局
- 福建省法律援助中心
- 福建省148指挥中心
- 福建省律师协会
- 福建省公证协会
- 厅电大函授站
- 厅物资供应站
- 司法干警接待站[2]